# Manifeste des Seize

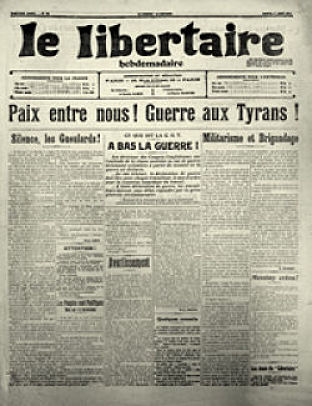
Le Libertaire du 1 août 1914, ultime numéro avant la Première Guerre mondiale.

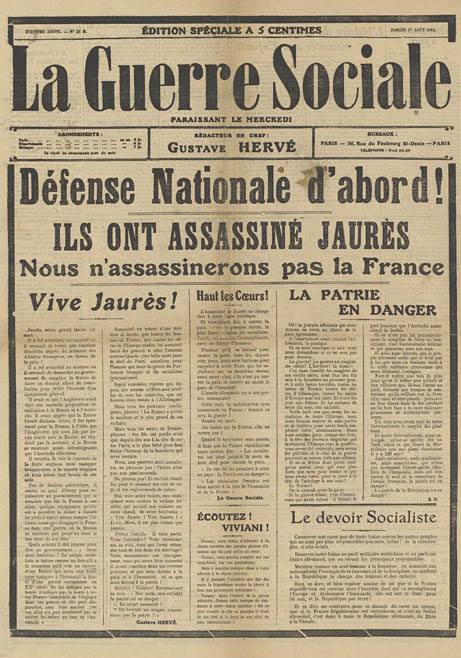
La Guerre Sociale. 1 aout 1914, au lendemain de l’assassinat de Jaurès.

Le Manifeste des Seize est rédigé en 1916 par Pierre Kropotkine et Jean Grave puis signé par 16 personnalités du mouvement libertaire, qui prennent parti pour le camp des Alliés et contre l’« agression allemande » lors de la Première Guerre mondiale. La liste comporte une dizaine de signataires importants et est une réponse au Manifeste des Trente-cinq, publié un an plus tôt.
Daté du 28 février 1916, le texte est publié pour la première fois dans le quotidien syndicaliste La Bataille, le 14 avril 1916.
Il suscite une vive opposition chez nombre d'anarchistes fidèles à la tradition antimilitariste et qui refusent le ralliement à un des États belligérants.
En fait, seules quinze personnes signent le Manifeste, le seizième nom, « Hussein Dey », n'étant que le nom de la ville de résidence d'un des signataires (Hussein Dey).

## Le contexte

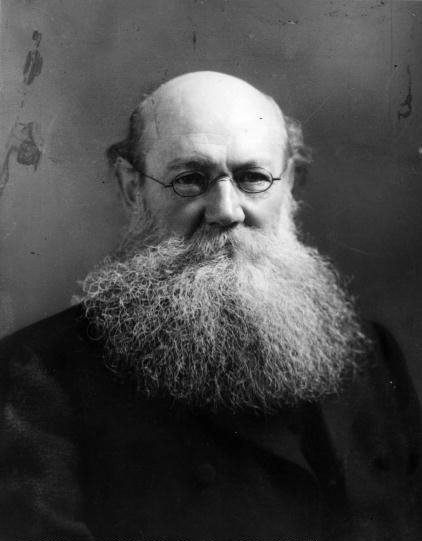
Pierre Kropotkin.

L'éclatement de la Première Guerre mondiale provoque de virulents débats au sein du mouvement libertaire international divisé entre « défensistes » et « antimilitaristes ».
En février 1915, trente-six anarchistes dont Alexandre Berkman, Luigi Bertoni, Henri Combes, Emma Goldman, Hippolyte Havel, Errico Malatesta, Ferdinand Domela Nieuwenhuis, publient à Londres le Manifeste des Trente-cinq, où ils s'opposent à la menée d'une telle guerre.
« La vérité, c’est que la cause des guerres, de celle qui ensanglante actuellement les plaines de l’Europe, comme de toutes celles qui l’ont précédée, réside uniquement dans l’existence de l’État, qui est la forme politique du privilège. L’État est né de la force militaire ; il s’est développé en se servant de la force militaire ; et c’est encore sur la force militaire qu’il doit logiquement s’appuyer pour maintenir sa toute puissance. Quelle que soit la forme qu’il revête, l’État n’est que l’oppression organisée au profit d’une minorité de privilégiés. [...] Nous devons profiter de tous les mouvements de révolte, de tous les mécontentements, pour fomenter l’insurrection, pour organiser la révolution, de laquelle nous attendons la fin de toutes les iniquités sociales. Pas de découragement - même devant une calamité comme la guerre actuelle. C’est dans des périodes aussi troublées où des milliers d’hommes donnent héroïquement leur vie pour une idée, qu’il faut que nous montrions à ces hommes la générosité, la grandeur et la beauté de l’idéal anarchiste ; la justice sociale réalisée par l’organisation libre des producteurs ; la guerre et le militarisme à jamais supprimés ; la liberté entière conquise par la destruction totale de l’État et de ses organismes de coercition. »

## Le Manifeste des Seize

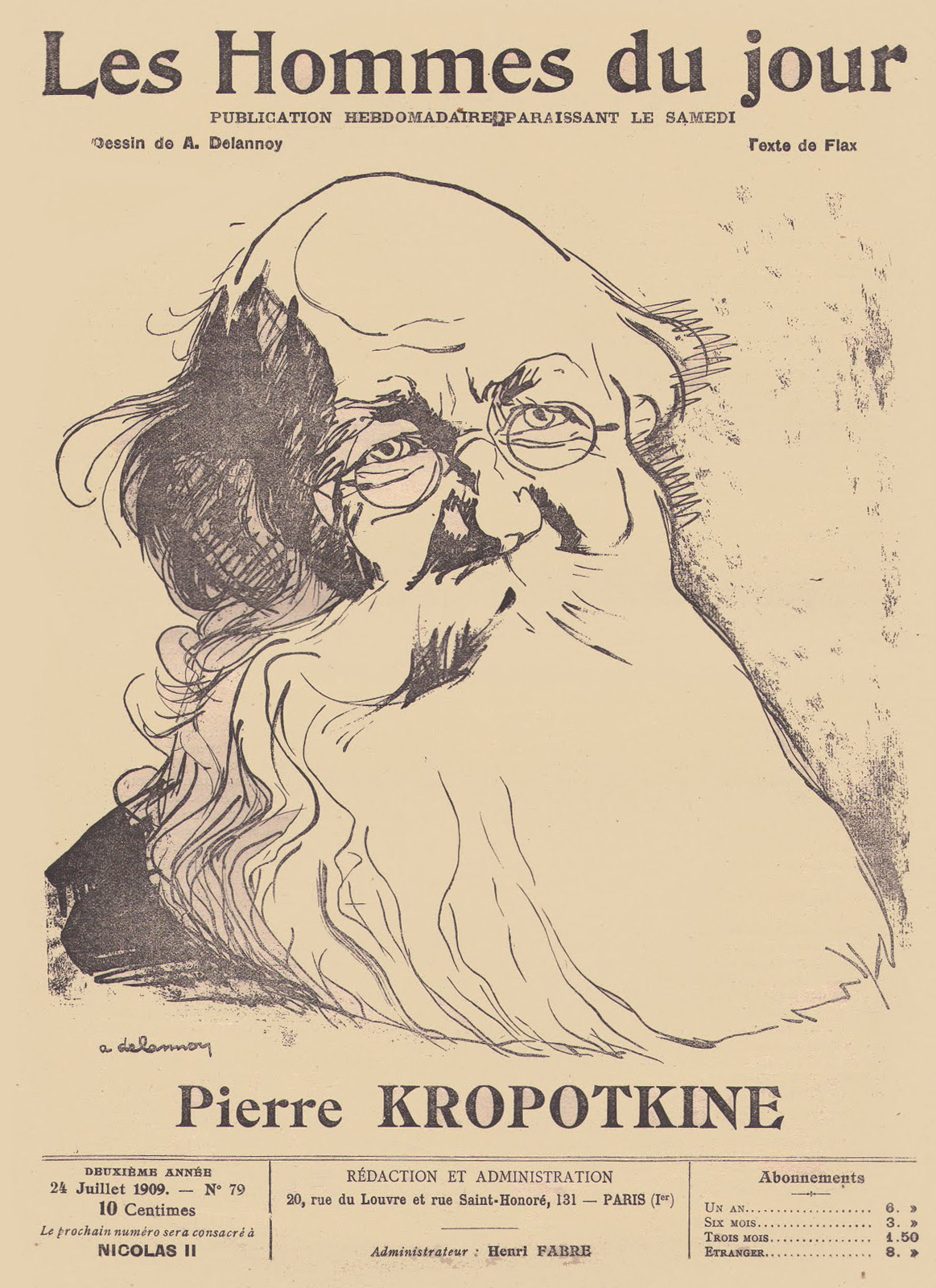
Pierre Kropotkine, portrait réalisé par Aristide Delannoy pour l'hebdomadaire Les Hommes du jour publié par Victor Méric, 24 juillet 1909.

En février 1916, Pierre Kropotkine co-rédige avec Jean Grave le Manifeste des Seize. Le texte est signé par, notamment, Christiaan Cornelissen, Charles-Ange Laisant, François Le Levé ou Charles Malato.
Dans le contexte de l'Union sacrée, ils prennent ainsi publiquement parti pour le camp des Alliés et contre l’« agression allemande » : « En notre profonde conscience, l’agression allemande était une menace - mise à exécution - non seulement contre nos espoirs d’émancipation, mais contre toute l’évolution humaine. C’est pourquoi nous, anarchistes, nous antimilitaristes, nous, ennemis de la guerre, nous, partisans passionnés de la paix et de la fraternité des peuples, nous nous sommes rangés du côté de la résistance et nous n’avons pas cru devoir séparer notre sort de celui du reste de la population. Nous ne croyons pas nécessaire d’insister que nous aurions préféré voir cette population prendre, en ses propres mains, le soin de sa défense. Ceci ayant été impossible, il n’y avait qu’à subir ce qui ne pouvait être changé. Et, avec ceux qui luttent, nous estimons que, à moins que la population allemande, revenant à de plus saines notions de la justice et du droit, renonce enfin à servir plus longtemps d’instrument aux projets de domination politique pangermaniste, il ne peut être question de paix. Sans doute, malgré la guerre, malgré les meurtres, nous n’oublions pas que nous sommes internationalistes, que nous voulons l’union des peuples, la disparition des frontières. Et c’est parce que nous voulons la réconciliation des peuples, y compris le peuple allemand, que nous pensons qu’il faut résister à un agresseur qui représente l’anéantissement de tous nos espoirs d’affranchissement. »
Le Manifeste fonde donc son analyse de la situation sur la conviction que l'Allemagne est l'agresseur et que, en outre, sa victoire dans la guerre en cours représenterait le triomphe du militarisme et de l'autoritarisme en Europe. Selon cette perspective, l'Allemagne est le « bastion de l'étatisme », la France « la patrie de la Révolution de 89 et de la Commune », c'est pourquoi la victoire de l'Allemagne entraverait le développement des idées libertaires et la marche vers une société fédéraliste et décentralisée en Europe.
Pour Kropotkine, qui est au crépuscule de sa vie, la France et l'idéal révolutionnaire ne font qu'un. Il s'est passionné pour la Grande Révolution de 1789, il a adhéré à la Première Internationale au lendemain de la Commune de Paris. Défendre la France ne veut pas dire défendre l’État français et sa politique impérialiste, mais défendre l'idée même d'émancipation individuelle et collective, idée qui coulerait dans les veines latines du peuple français. Car se dresse face à cette France fantasmée, l'incarnation du Mal : l'empire allemand, son militarisme, son cléricalisme, son féodalisme.

## Opposition des antimilitaristes
Les « antimilitaristes », majoritaires dans le mouvement anarchiste, dont Errico Malatesta, Emma Goldman, Alexander Berkman, Rudolf Rocker, Voline, Sébastien Faure ou Ferdinand Domela Nieuwenhuis s'opposent à cette prise de position, considérant « la guerre comme l'aboutissement inévitable du régime capitaliste et de l'existence des États en tant que tels ».
Dans un numéro de Freedom d'avril 1916, Malatesta proteste personnellement contre les affirmations des Seize dans un article intitulé « Anarchistes partisans du Gouvernement » : « Sauf la Révolution populaire, il n’y a pas d’autre voie de résistance à la menace d’une armée disciplinée, qu’en ayant une armée plus forte et plus disciplinée, de sorte que les plus rigides antimilitaristes, s’ils ne sont anarchistes, et s’ils sont effrayés de la destruction de l’État, sont inévitablement, conduits a devenir d’ardents militaristes. En fait, dans l’espoir problématique d’écraser le militarisme prussien, ils ont renoncé à tout l’esprit et, à toutes les traditions de la liberté, ils ont prussianisé l’Angleterre et la France ; ils se sont soumis au tsarisme ; ils ont restauré le prestige du trône chancelant d’Italie. Des anarchistes peuvent-ils, un seul instant, accepter cet état de choses, sans renoncer a tout droit de s’intituler anarchistes ? »,.
En avril 1916, le Groupe international anarchiste de Londres réplique par la « Déclaration anarchiste de Londres » : « Collaborer avec un État, avec un gouvernement, dans sa lutte, fût-elle-même dépourvue de violence sanguinaire, contre un autre État, contre un autre gouvernement, choisir entre deux modes d’esclavage, qui ne sont que superficiellement différents, cette différence superficielle étant le résultat de l’adaptation des moyens de gouvernement à l’état d’évolution auquel est parvenu le peuple qui y est soumis, voilà, certes, qui n’est pas anarchiste. À plus forte raison, lorsque cette lutte revêt l’aspect particulièrement ignoble de la guerre. Ce qui a toujours différencié l’anarchiste des autres éléments sociaux dispersés dans les divers partis politiques, dans les diverses écoles philosophiques ou sociologiques, c’est la répudiation de l’État, faisceau de tous les instruments de domination, centre de toute tyrannie ; l’État qui est, par sa destination l’ennemi de l’individu, pour le triomphe de qui l’anarchisme a toujours combattu, et dont il est fait si bon marché dans la période actuelle, par les défenseurs du droit également situés, ne l’oublions pas, de chaque côté de la frontière. En s’incorporant à lui, volontairement, les signataires de la déclaration ont, en même temps, renié l’anarchisme. »

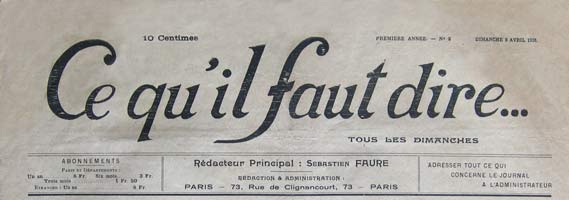
Ce qu'il faut dire, no 1, 2 avril 1916.

En France, Sébastien Faure fonde en avril 1916, Ce qu'il faut dire, journal dont l'objectif principal est de s'opposer au Manifeste des Seize ». Censuré, pas une ligne du contre-manifeste présent dans le premier numéro ne pourra être publiée.

## Commentaire
Selon Hem Day dans l'Encyclopédie anarchiste : « Cette longue polémique, si elle a provoqué, dans les milieux anarchistes, des scissions et peut-être amené quelques bons camarades à devoir rompre toutes relations entre eux, n’aura pas manqué d’être fructueuse en enseignements, car elle aura démontré comment un accord parfait, établi par près d’un demi-siècle de propagande pour un idéal commun, s’est trouvé brusquement rompu devant un événement d’une exceptionnelle gravité. [...] dans l’ensemble, le mouvement anarchiste fut nettement hostile [au Manifeste] ».

## Les signataires
Le manifeste est dû à une initiative de Pierre Kropotkine et de Jean Grave, qui ont obtenu la signature de 13 autres personnalités (une erreur d'interprétation sur la signature d'Antoine Orfila aurait conduit à penser qu'elles étaient 14).
Par la suite, une centaine d'autres personnalités anarchistes ont apporté leur soutien venant de France, d'Italie (les plus nombreux), de Suisse, d’Angleterre, de Belgique et du Portugal.
Les signataires initiaux
- Christiaan Cornelissen,
- Henri Fuss,
- Jean Grave,
- Jacques Guérin,
- Pierre Alexeiévitch Kropotkine,
- Charles-Ange Laisant,
- François Le Levé, de Lorient,
- Charles Malato,
- Jules Moineau, de Liège,
- Antoine Orfila, de Hussein Dey (Algérie),
- Hussein Dey (signature mal interprétée)[12]
- Marc Pierrot,
- Paul Reclus,
- Ph. Richard, en Algérie,
- Sanshirō Ishikawa[13] (石川三四郎, Japon),
- Varlam Tcherkezichvili[14].

Signataires additionnels
- Federico Urales (Espagne)
- Jean Wintsch (Suisse)